# Emil Rohd Schlichting
Emil Rohd Schlichting (Kopenhagen, 4 november 2004) is een Deens voetballer die doorgaans als aanvaller speelt en onder contract staat bij FK Haugesund.

## Clubcarrière
Rohd Schlichting speelde in de jeugdopleiding van FC Kopenhangen, waar hij onder meer deelnam aan de UEFA Youth League. In zes wedstrijden was hij twee keer trefzeker. Eind juli 2023 vertrok Rohd Schlichting naar FC Utrecht, waar hij een tweejarigcontract tekende met een optie voor een derde seizoen. Na zijn komst sloot hij aan bij Jong FC Utrecht. Op 14 augustus 2023 maakte hij in de eerste competitiewedstrijd van het seizoen zijn officiële debuut tegen Jong AZ (1–0 verlies).
Op 24 maart 2024 maakte FC Utrecht bekend dat Emil de club definitief ging verlaten voor het Noorse FK Haugesund. Hier tekende hij een contract tot het einde van 2028. 

## Clubstatistieken
| Seizoen                     | Club            | Competitie      | Competitie | Competitie | Overig | Overig | Totaal | Totaal |
| Seizoen                     | Club            | Competitie      | Wed.       | Dlp.       | Wed.   | Dlp.   | Wed.   | Dlp.   |
| --------------------------- | --------------- | --------------- | ---------- | ---------- | ------ | ------ | ------ | ------ |
| 2023/24                     | Jong FC Utrecht | Eerste divisie  | 26         | 1          | 0      | 0      | 26     | 1      |
| 2024/25                     | Jong FC Utrecht | Eerste divisie  | 27         | 1          | 0      | 0      | 27     | 1      |
| Carrière totaal             | Carrière totaal | Carrière totaal | 53         | 2          | 0      | 0      | 53     | 2      |
| Bijgewerkt op 26 maart 2025 |                 |                 |            |            |        |        |        |        |

## Interlandcarrière
Rohd Schlichting maakte in 2023 zijn debuut voor Denemarken onder 19. Zo speelde hij dertig minuten mee in de wedstrijd tegen Duitsland onder 19 (0–0 gelijkspel). Eind augustus 2023 werd Rohd Schlichting voor het eerst opgeroepen voor Denemarken onder 20, waarna hij in diezelfde interlandperiode begin september zijn debuut maakte in de wedstrijd tegen Frankrijk onder 20 (2–2 gelijkspel).